# Puig d'en Lleial
El Puig d'en Lleial és una muntanya de 118 metres que es troba al municipi de Torroella de Montgrí, a la comarca catalana del Baix Empordà.